# Trichopelma banksia
Trichopelma banksia is een spinnensoort uit de familie vogelspinnen (Theraphosidae). De soort komt voor in Cuba.
De wetenschappelijke naam van de soort werd in 1909 als Stothis cubana gepubliceerd door Joseph Banks. Toen de soort naar het geslacht Trichopelma werd verplaatst, was die naam in conflict met Trichopelma cubanum (Simon, 1903). In 2012 publiceerden Özdikmen & Demir daarop het nomen novum Trichopelma banksia voor deze soort.